# 卿凤翎
卿凤翎(1964年3月—)，中国湖南新邵人，东华大学教授、副校长，中国科学院院士。主要从事有机氟化学和有机含氟材料研的研究，发表论文数百篇，出版著作《有机氟化学》，获得中国发明专利数十项，获得国家自然科学奖等奖项，中国教育部第四批“长江学者”特聘教授。

## 生平
1980至1983年，就读于湖南人文科技学院化学系，1985至1988年，硕士就读于西南师范大学（西南大学前身）化学系有机化学专业，1988至1990年，博士就读于中国科学院上海有机化学研究所，1991至1992年在该所担任助理研究员，1992至1995年，在美国Wyeth Research从事有机化学方面的博士后研究；
1995年至今，历任中科院上海有机化学研究所担任有机化学方面副研究员、研究员；
2000年9月起，任东华大学教授，后历任东华大学生物科学与技术研究所所长、化学化工与生物工程学院院长、2016年1月任东华大学副校长。
2023年11月当选中国科学院院士。

## 学术兼职
2000年起任国际刊物Journal of Fluorine Chemistry编委、国家氟化学执行委员会委员和国际Moissan 氟化学奖评委。

## 奖项
2007年获中国科学院-Bayer青年科学家奖，2019年获中国国家自然科学奖二等奖，2014年获中国化学会黄维垣氟化学奖。